# Ludwig Halberstädter
Ludwig Halberstädter (Beuthen, 1876. december 9. – New York, 1949. április 20.) német-zsidó onkológus és radiológus. A Breslaui Egyetemen doktorált, majd a Königsbergi Egyetemen a műtős Carl Garré (1857-1928) segédje lett. Breslauba való visszatérése után a dermatológus Albert Neisser (1855-1916) segédje lett, részt vettek egy jávai egészségügyi kutatáson is. 1922-től egy berlini kórházban dolgozott. 1933-ban Palesztinába menekült, a jeruzsálemi Hadassah kórházban vállalt munkát. 1949-ben New York-ban halt meg.